# Alfa del Camaleó
Alfa del Camaleó (α Chamaeleontis) és l'estel més brillant de la constel·lació del Camaleó, amb magnitud aparent +4,05. Es troba a 63,5 anys llum de distància del Sistema Solar.
Alfa del Camaleó és una estrella blanc-groga catalogada com una nana groga de tipus espectral F5V o com una gegant de tipus F5III. La seva lluminositat 7,1 vegades major que la del Sol i la seva temperatura superficial d'uns 6.770 K, donen com a resultat un radi 2,3 vegades més gran que el radi solar. La teoria d'estructura estel·lar indica que l'estel en realitat no és una geganta, sinó un estel de la seqüència principal amb una massa un 55 % major que la massa solar. Amb una edat al voltant dels 1500 milions d'anys ha d'estar finalitzant la seva etapa com a nana en la qual té lloc la fusió nuclear d'hidrogen. D'altra banda, presenta un alt contingut de liti i nitrogen, i encara que l'abundància d'aquest últim element augmenta en envellir l'estel, amb el liti hauria de succeir justament el contrari.
La velocitat de rotació mínima d'Alfa del Camaleó és de 29 km/s, completant un gir en menys de 2,3 dies. Només es coneix el límit inferior ja que s'ignora la inclinació del seu eix de rotació.